# Nototriche azorella
Nototriche azorella är en malvaväxtart som beskrevs av Arthur William Hill. Nototriche azorella ingår i släktet Nototriche och familjen malvaväxter. Inga underarter finns listade i Catalogue of Life.